# Huangnan
De autonome Tibetaanse Prefectuur Huangnan (Vereenvoudigd Chinees: 黄南藏族自治州; Pinyin: Huángnán Zàngzú Zìzhìzhōu; Tibetaans: རྨ་ལྷོ་བོད་རིགས་རང་སྐྱོང་ཁུལ་; (Rma-lho Bod-rigs rang-skyong-khul)) is een autonome prefectuur voor Tibetanen in de provincie Qinghai, China. De prefectuur ligt in het oosten van de provincie en bestaat grotendeels uit bergachige gebieden. In het verleden was Huangnan onderdeel van de historische Tibetaanse provincie Amdo. De hoofdstad van de prefectuur is Tongren.

## Bestuurlijke divisies
De regio bestaat uit vier divisies op arrondissementniveau.
| Arrondissement                         | Arrondissement   | Administratief centrum | Administratief centrum |
| Naam                                   | Chinees          | Naam                   | Chinees                |
| -------------------------------------- | ---------------- | ---------------------- | ---------------------- |
| Arrondissement Tongren                 | 同仁县           | Rongwo                 | 隆务镇                 |
| Arrondissement Jainca                  | 尖扎县           | Magitang               | 马克唐镇               |
| Arrondissement Zêkog                   | 泽库县           | Zêqu                   | 泽曲镇                 |
| Autonoom Mongools Arrondissement Henan | 河南蒙古族自治县 | Jêgainnyin             | 优干宁镇               |